# Clarembaud VI de Chappes
Pour les articles homonymes, voir Clarembaud de Chappes.
Clarembaud VI de Chappes (né vers 1180 - † vers 1246) est seigneur de Chappes au début du XIIIe siècle. Il est le fils de Clarembaud V de Chappes, seigneur de Chappes, et d'Hélissent de Traînel.

## Biographie
À partir du XIIIe siècle et Clarembaud VI, les seigneurs de Chappes perdent une partie de leur influence en Champagne, probablement due au partage des fiefs et à la perte de la vicomté de Troyes, héritée par un fils cadet de Clarembaud V pour finir dans la famille de La Brosse, qui la vend au comte de Champagne en 1258,.
En 1199, il est présent avec son oncle Gui de Chappes au Tournoi d'Écry donné par le comte de Champagne Thibaud III et au cours duquel le prédicateur Foulques de Neuilly prêche la croisade réclamée un an plus tôt par le pape Innocent III. Comme de nombreux seigneurs champenois, lui et son oncle décident de prendre la croix.
Il part ensuite en direction de la terre sainte et fait partie des croisés qui participent au siège de Constantinople, bien qu'à contre-cœur car il fait partie des croisés qui souhaitent quitter l'armée à Corfou lors de l'arrivée du jeune prétendant Alexis V pour rejoindre Gautier III de Brienne à Brindisi lors de sa conquête de la Sicile. A la prière de ses compagnons, il choisit de rester mais quitte rapidement Constantinople et est de retour en Champagne en 1205,,.
En 1212, il concourt avec les plus grands seigneurs champenois à l'ordonnance de Champagne sur le règlement de succession des fiefs entre filles et sur les duels.
En 1214, il fait partie avec son oncle Gui de Chappes des 56 chevaliers champenois convoqués par le roi Philippe-Auguste pour son ost contre la coalition formée par le roi d'Angleterre, de l'empereur du Saint-Empire germanique et du comte de Flandre, et il combat très probablement à la bataille de Bouvines,.
En juin 1218, lors de la guerre de succession de Champagne, Blanche de Navarre qui se méfie de la fidélité de Philippe II de Plancy, fait saisir son château par Clarembaud, qui le livrera à la comtesse de champagne si Philippe continue ses exactions contre elle ou contre son fils Thibaut IV.
En 1224, il participe avec les plus grands barons champenois à l'ordonnance de Champagne sur le partage des fiefs entre enfants mâles.
Vers 1246, à sa mort, il est inhumé à l'abbaye de Larrivour dont il a été un des bienfaiteurs.

## Mariage et enfants
Vers 1197, il épouse Helvis (dont le nom de famille est inconnu), puis en secondes noces Marie, dite Guie (dont le nom de famille est inconnu), dont il a trois enfants :
- Jean de Chappes, qui succède à son père ;
- Guillaume de Chappes, prieur de Fouchères, cité dans une charte de 1240 ;
- Dreux de Chappes, chanoine à Langres, cité dans une charte de 1240.

## Source
- Marie Henry d'Arbois de Jubainville, Histoire des Ducs et Comtes de Champagne, 1865.
- Prosper Adnot, Notes historiques sur l'ancienne ville de Chappes, 1865.
- Edouard de Saint Phalle, Les Seigneurs de Chappes aux XIe et XIIe siècles, 2007.
- Edouard de Saint Phalle, La seigneurie de Chappes et l'origine des vicomtes de Troyes, 2007.